# デズモンド・デイヴィス
デズモンド・スタンリー・トレイシー・デイヴィス（Desmond Stanley Tracey Davis、1926年5月24日 - 2021年7月3日）は、イギリスの映画監督、テレビディレクター。

## 主な監督作品

### 映画
- 『みどりの瞳』（en） - Girl with Green Eyes （1964年）
- 『アイ・ウォズ・ハッピー・ゼア』（en） - I Was Happy Here （1966年）
- 『果てしなき慕情』（en） - A Nice Girl Like Me （1969年）
- 『タイタンの戦い』 - Clash of the Titans （1981年）
- 『ドーバー海峡殺人事件』 - Ordeal by Innocence （1984年）

### テレビ
- 『シャーロック・ホームズ／四つの署名』（en） - The Sign of Four （1983年）
- 『椿姫』（en） - Camille （1984年）
- 『哀愁のフローレンス』 - Love with a Perfect Stranger （1986年）
- 『フリーダム・ファイター』 - Freedom Fighter （1988年）
- 『ホテル・リッツ』 - The Man Who Lived at the Ritz （1989年）
  - 前篇「戦争と愛」
  - 後篇「戦争と嵐」